# ⊿ (album)
⊿ (japonsky トライアングル) je druhé studiové (a třetí celkově) album japonské dívčí skupiny Perfume. Bylo nahráno v letech 2008–2009 a vydáno 8. července 2009.

## Seznam skladeb
1. „Take off“ – 0:49
2. „Love the World“ – 4:33
3. „Dream Fighter“ – 4:54
4. „Edge (Triangle Mix)“ – 8:43
5. „Night Flight“ – 5:21
6. „Kiss and Music“ – 2:36
7. „Zero Gravity“ – 4:54
8. „I Still Love U“ – 4:33
9. „The Best Thing“ – 4:26
10. „Speed of Sound“ – 3:59
11. „One Room Disco“ – 5:09
12. „Negai (Album mix)“ – 4:59

### Singly
Singly z alba ⊿

1. „Love the World“
Vydáno: 9. července 2008
2. „Dream Fighter“
Vydáno: 19. listopadu 2008
3. „One Room Disco“
Vydáno: 25. března 2009

## Umístění v žebříčcích
| Chart                          | Typ žebříčku | Umístění |
| ------------------------------ | ------------ | -------- |
| Oricon Daily Charts (Oricon)   | denní        | 1        |
| Oricon Weekly Charts (Oricon)  | týdenní      | 1        |
| Oricon Monthly Charts (Oricon) | měsíční      | 2        |
| Oricon Yearly Charts (Oricon)  | roční        | 20       |

## Certifikace
Album ⊿ zaznamenalo menší prodej než jejich předchozí deska Game. I přes to ale bylo prodáno přes 250 000 nosičů a japonským žebříčkem RIAJ bylo album certifikováno jako platinové.
| Žebříček | Stát     | Počet prodaných nosičů | Certifikace |
| -------- | -------- | ---------------------- | ----------- |
| RIAJ     | Japonsko | 250 000                | platinum    |